# Mohamed Gholam
Mohamed Gholam Al-Bloushi (ur. 8 listopada 1980) – katarski piłkarz występujący na pozycji napastnika w klubie Al-Sadd.

## Kariera piłkarska
Mohamed Gholam od początku swojej kariery piłkarskiej związany jest z drużyną Al-Sadd, która występuje w katarskiej Q-League (najwyższy poziom rozgrywkowy w Katarze).
Zawodnik ten jest także wielokrotnym reprezentantem Kataru. W drużynie narodowej zadebiutował w 2000 roku. Do tej pory ma jedną bramkę na koncie, a ostatni występ zanotował w 2008 roku. Został również powołany na Puchar Azji 2007, gdzie jego drużyna zajęła ostatnie miejsce w grupie. Nie wystąpił jednak w żadnym meczu na tym turnieju.